# 霍皮奥尔斯基农村居民点
霍皮奥尔斯基农村居民点（俄语：Хопёрское сельское поселение）是俄罗斯联邦伏尔加格勒州新尼古拉耶夫斯基区所属的一个农村居民点。其下辖有7个居民点，行政中心为霍皮奥尔斯基。据2016年统计，该农村居民点的人口为1021人。